# 三鈷峰
三鈷峰（さんこほう）は、鳥取県西伯郡大山町にある大山山系に属する山である。標高1,516m。

## 概要
- 大山の稜線に連なるピークで、仏教の法具「金剛杵（独鈷、三鈷、五鈷）」の三鈷に形が似ることから、この名が付いた。
- 成因としては新期大山火山に属し、約2万年前に主峰・弥山や烏ヶ山とともに形成された大規模な溶岩ドームである。
- 山頂は狭いが、大山北壁をはじめ360度の眺望が楽しめる。山頂中央にはケルンが積まれている。